# Rainald von Saint-Valery
Rainald von Saint-Valery (auch Reinhold, frz. Renaud de Saint-Valéry; † nach 1165) war Herr von Harenc im Fürstentum Antiochia.
Er war ein Sohn des anglo-normannischen Ritters Bernhard II. von Saint-Valery und seiner Gattin Mathilde. Dieser wird zusammen mit seinem Vater, dem Grafen Walter von Saint-Valery, bei der Eroberung von Nicäa 1097 während des Ersten Kreuzzugs erwähnt.
1157/58 wird Rainald als Ritter im Gefolge des Grafen Dietrich von Flandern erwähnt. Mit diesem hatte er sich auf Pilgerfahrt ins Heilige Land begeben und beide nahmen dort ab Sommer 1157 an einem Feldzug unter dem Oberkommando von König Balduin III. von Jerusalem gegen die syrischen Muslime teil. Die Kreuzfahrer nutzten die günstige Gelegenheit, dass Nur ad-Din von Aleppo erkrankt war, um das Fürstentum Antiochia zu dessen Lasten auszudehnen. Dietrich von Flandern hatte dabei offensichtlich im Sinn, selbst eine Herrschaft zu erwerben. Zunächst griffen sie die Festungsstadt Schaizar an, die Dietrich als Lehen erhalten sollte. Der Fürst von Antiochia, Rainald von Châtillon bestand darauf, dass die neue Herrschaft Vasall seines Fürstentums sein müsse. Rainald von Châtillon hatte den Fürstenthron jedoch nur durch Ehe erlangt und hatte in Frankreich einen deutlich niedrigeren Adelsrang als Dietrich, weshalb Dietrich sich weigerte ihm als Lehnsherr zu huldigen. Obwohl die Kreuzfahrer die Unterstadt von Schaizar bereits eingenommen hatten und die Zitadelle unmittelbar vor der Kapitulation stand, wurde die Belagerung im Oktober 1157 abgebrochen und das Kreuzfahrerheer zog nordwärts weiter.
Nachdem das Heer die Ruinen von Apamea besetzt hatte begab man sich zur Belagerung der Burg Harenc. Harenc hatte zuvor zum Fürstentum Antiochia gehört und war 1149 von Nur ad-Din erobert worden. Das wiedervereinte Heer der Kreuzfahrerstaaten eroberte die Burg schließlich im Februar 1158. Da Dietrich sich weiterhin weigerte Fürst Rainald zu huldigen, wurde die Burg und umliegende Herrschaft schließlich an Dietrichs Gefolgsmann Rainald von Saint-Valery gegeben. Gleichwohl nahmen Rainald von Saint-Valery und Dietrich noch am weiteren Feldzug König Balduins teil und zeichneten sich beim Sieg über ein Heer Nur ad-Dins aus, dass nach Galiläa eingefallen war.
Die Burg blieb auch in der Folgezeit umkämpft. Am 12. August 1164 unterlag ein christliches Heer nahe der Burg in der Schlacht von Artah bei dem Versuch, die von den Muslimen belagerte Burg Harenc zu entsetzen. Spätestens 1165 fiel die Burg erneut an Nur ad-Din. Rainald war zu diesem Zeitpunkt anscheinend bereits nach England zurückgekehrt und hatte seine Herrschaft dem entthronten Grafen Joscelin III. von Edessa überlassen, dieser lässt sich spätestens 1163 als Herr von Harenc nachweisen.
Rainald hatte wahrscheinlich eine Tochter namens Orguilleuse, die den Fürsten Bohemund III. von Antiochia heiratete. Jedenfalls wird diese als die Tochter des „Herren von Harenc“ bezeichnet. Bohemund III. belagerte die muslimisch besetzte Burg Harenc 1177, war aber erfolglos.